# Anthostomella rhaphidophylli
Anthostomella rhaphidophylli är en svampart som beskrevs av B.S. Lu & K.D. Hyde 2000. Anthostomella rhaphidophylli ingår i släktet Anthostomella och familjen kolkärnsvampar.   Inga underarter finns listade i Catalogue of Life.